# Denominazione di origine controllata e garantita
La denominazione di origine controllata e garantita, nota con la sigla DOCG, è un marchio italiano che indica al consumatore l'origine geografica di un vino.
Il nome della DOCG è indicato obbligatoriamente in etichetta e consiste, o semplicemente nel nome geografico di una zona viticola (ad esempio Barolo, comune in provincia di Cuneo o Carmignano, comune in Provincia di Prato), o nella combinazione del nome storico di un prodotto e della relativa zona di produzione (ad esempio Vino Nobile di Montepulciano, il nome con cui è noto storicamente il vino prodotto a Montepulciano, in provincia di Siena).

## Requisiti di un vino DOCG
La categoria dei vini DOCG comprende i vini prodotti in determinate zone geografiche nel rispetto di uno specifico disciplinare di produzione. La procedura per il riconoscimento delle denominazioni è profondamente cambiata dal 2010 in seguito all'attuazione della nuova normativa europea (Reg. Ce 479/2008, "Nuova OCM Vino", recepito in Italia con il Decreto Legislativo 61 dell'8 aprile 2010 in vigore dall'11 maggio 2010). Tra le altre cose, la nuova legge ha portato in sede comunitaria la prerogativa di approvazione delle denominazioni, mentre precedentemente si procedeva tramite Decreto Ministeriale. Da allora la classificazione DOCG, così come la DOC, è stata ricompresa nella categoria comunitaria DOP.
Le DOCG sono riservate ai vini già riconosciuti a denominazione di origine controllata (DOC) da almeno dieci anni che siano ritenuti di particolare pregio, in relazione alle caratteristiche qualitative intrinseche, rispetto alla media di quelle degli analoghi vini così classificati, per effetto dell'incidenza di tradizionali fattori naturali, umani e storici e che abbiano acquisito rinomanza e valorizzazione commerciale a livello nazionale e internazionale.
Tali vini, prima di essere messi in commercio, devono essere sottoposti in fase di produzione ad una preliminare analisi chimico-fisica e ad un esame organolettico che certifichi il rispetto dei requisiti previsti dal disciplinare; l'esame organolettico inoltre deve essere ripetuto, partita per partita, anche nella fase dell'imbottigliamento. Per i vini DOCG è infine prevista anche un'analisi sensoriale (assaggio) eseguita da un'apposita commissione; il mancato rispetto dei requisiti ne impedisce la messa in commercio con il marchio DOCG.
Inoltre, la legislazione prevede che le DOCG abbiano facoltativamente (sulla scorta di quello che succede da secoli in Francia con la classificazione legale, di tipo gerarchico-qualitativa, dei cru) un'ulteriore segmentazione in alto in sottozone (comuni o parti di esso) o microzone (vigneti o poco più) ovvero la menzione geografica aggiuntiva. In Italia, vi sono alcune DOCG (ad esempio il Barolo) che prevedono questa segmentazione che va considerata come classificazione a sé, ovvero la punta della piramide qualitativa.

## Elenco di vini DOCG
Si riporta di seguito l'elenco dei 78 vini DOCG italiani suddivisi per regione.
al 31 dicembre 2023 la Liguria, il Molise, la Calabria, il Trentino-Alto Adige e la Valle d'Aosta non hanno vini categorizzati come DOCG.
La denominazione interregionale Lison, condivisa da più regioni, è conteggiata una sola volta:
- Abruzzo
  - Montepulciano d'Abruzzo Colline Teramane (rosso) prodotto nella provincia di Teramo
  - Terre Tollesi o Tullum (Rosso Riserva, Rosso, Pecorino, Passerina) prodotto a Tollo (Chieti)
  - Casauria (rosso) prodotto nella provincia di Pescara
- Basilicata
  - Aglianico del Vulture Superiore (rosso) prodotto nella provincia di Potenza
- Campania
  - Aglianico del Taburno (rosso) nelle tipologie normale, rosato e Riserva, prodotto nella provincia di Benevento
  - Fiano di Avellino (bianco), prodotto nella provincia di Avellino
  - Greco di Tufo (bianco) nelle tipologie normale spumante, prodotto nella provincia di Avellino
  - Taurasi (rosso) nelle tipologie normale e Riserva, prodotto nella provincia di Avellino
- Emilia-Romagna
  - Colli Bolognesi Classico Pignoletto (bianco)
  - Romagna Albana (bianco) prodotto nelle province di Bologna, Forlì-Cesena e Ravenna
- Friuli-Venezia Giulia
  - Colli Orientali del Friuli Picolit (bianco) prodotto nella provincia di Udine anche con la sottozona Cialla
  - Lison (bianco) DOCG interregionale unitamente al Veneto, prodotto nella città metropolitana di Venezia  e provincia di Treviso  (Veneto) e nella provincia di Pordenone (Friuli Venezia Giulia)
  - Ramandolo (bianco) prodotto nella provincia di Udine
  - Rosazzo (bianco) prodotto nella provincia di Udine
- Lazio
  - Cannellino di Frascati o Cannellino (bianco) prodotto nella provincia di Roma
  - Cesanese del Piglio o Piglio (rosso) prodotto nella provincia di Frosinone
  - Frascati superiore (bianco) prodotto nella provincia di Roma
- Lombardia
  - Franciacorta (bianco e rosato) nelle tipologie Brut, rosé e Satèn, prodotto nella provincia di Brescia
  - Oltrepò Pavese metodo classico (bianco e rosato) nelle tipologie rosé,  pinot nero, pinot nero rosé, prodotto nella provincia di Pavia
  - Scanzo o Moscato di Scanzo (passito) prodotto nella provincia di Bergamo esclusivamente nel solo Comune di Scanzorosciate. È la più piccola Docg d'Italia con 39 produttori e 31 ettari di superficie vitata.
  - Sforzato di Valtellina o Sfursat di Valtellina (passito svolto) prodotto nella provincia di Sondrio
  - Valtellina superiore (rosso) nelle tipologie normale e Riserva, con l'eventuale indicazione delle sottozone Inferno, Grumello, Maroggia, Sassella e Valgella, prodotto nella provincia di Sondrio, e della sottozona Stagaflassi per il vino imbottigliato in Svizzera
- Marche
  - Castelli di Jesi Verdicchio Riserva (bianco) nelle tipologie riserva e classico riserva, prodotto nei comuni vicini a quello di Jesi nelle province di Ancona e Macerata
  - Conero (rosso) prodotto nella provincia di Ancona
  - Offida (bianco e rosso) prodotto nella provincia di Ascoli Piceno
  - Verdicchio di Matelica riserva (bianco) prodotto nei comuni vicini a quello di Matelica nelle province di Ancona e Macerata
  - Vernaccia di Serrapetrona (spumante rosso) nelle tipologie Dolce e Secco, prodotto nella provincia di Macerata nel solo comune di Serrapetrona
- Piemonte
  - Alta Langa (spumante prodotto con il metodo classico), prodotto nelle province di Alessandria, Asti e Cuneo
  - Asti (bianco) nelle tipologie Asti Spumante e Moscato d'Asti, prodotto nelle province di Asti, Cuneo e Alessandria
  - Barbaresco (rosso) nelle tipologie normale e Riserva, prodotto nella provincia di Cuneo
  - Barbera d'Asti (rosso) nelle tipologie normale e Superiore, prodotto in provincia di Asti
  - Barbera del Monferrato superiore (rosso) prodotto nell'Alto e Basso Monferrato, Alessandrino e Astigiano
  - Barolo (rosso) nelle versioni normale, Riserva e Chinato, prodotto nella provincia di Cuneo
  - Brachetto d'Acqui o Acqui (rosso) nelle versioni normale e spumante, prodotto nelle province di Asti e Alessandria
  - Canelli
  - Dolcetto di Diano d'Alba o Diano d'Alba (rosso), nelle tipologie Diano d'Alba e Diano d'Alba Superiore, con eventuale menzione geografica aggiuntiva, prodotto nella provincia di Cuneo
  - Dolcetto di Ovada superiore o Ovada (rosso), prodotto nella provincia di Alessandria
  - Dogliani (rosso), prodotto nella provincia di Cuneo
  - Erbaluce di Caluso o Caluso (Bianco), prodotto nella città metropolitana di Torino
  - Gattinara (rosso), prodotto nella provincia di Vercelli
  - Gavi o Cortese di Gavi (bianco) nelle tipologie Frizzante, Spumante e Tranquillo, prodotto nella provincia di Alessandria
  - Ghemme (rosso), prodotto nella provincia di Novara
  - Nizza (rosso) nelle versioni normale e riserva, prodotto in 18 comuni della provincia di Asti.
  - Roero (rosso e bianco), prodotto in tre tipologie nella provincia di Cuneo
  - Ruchè di Castagnole Monferrato  (rosso), prodotto nella provincia di Asti
  - Terre Alfieri (rosso e bianco)
- Puglia
  - Castel del Monte Bombino Nero (rosato), prodotto in provincia di Barletta-Andria-Trani e città metropolitana di Bari
  - Castel del Monte rosso riserva (rosso), prodotto in provincia di Barletta-Andria-Trani e città metropolitana di Bari
  - Castel del Monte Nero di Troia riserva (rosso), prodotto in provincia di Barletta-Andria-Trani e città metropolitana di Bari
  - Primitivo di Manduria dolce naturale (rosso), prodotto nelle province di Brindisi e Taranto
- Sardegna
  - Vermentino di Gallura (bianco) nelle varie tipologie previste dal relativo disciplinare, prodotto nella provincia di Sassari
- Sicilia
  - Cerasuolo di Vittoria (rosso) nelle tipologie normale e Classico, prodotto nelle province di Caltanissetta, Catania e Ragusa
- Toscana
  - Brunello di Montalcino (rosso) nelle tipologie normale e Riserva, prodotto nella provincia di Siena
  - Carmignano (rosso) nelle tipologie normale e Riserva, prodotto nei comuni di Carmignano e Poggio a Caiano, in provincia di Prato
  - Chianti (rosso) prodotto nelle province di Arezzo, Firenze, Pisa, Pistoia, Prato e Siena; con l'eventuale indicazione delle sottozone:
    - Colli Aretini, prodotto nelle provincia di Arezzo
    - Colli Senesi, prodotto nelle provincia di Siena
    - Colli Fiorentini, prodotto nelle provincia di Firenze
    - Colline Pisane, prodotto nelle provincia di Pisa
    - Montalbano, prodotto nelle province di Firenze, Pistoia e Prato
    - Montespertoli, prodotto nella città metropolitana di Firenze
    - Rùfina, prodotto nella città metropolitana di Firenze

  - Chianti Superiore, prodotto in tutta l'area del Chianti eccetto la sottozona Classico; il Chianti Superiore può essere prodotto da vigneti iscritti all'albo della eventuale sottozona - eccetto la sottozona classico - ma non viene menzionata la sottozona in etichetta
  - Chianti Classico (rosso) prodotto nelle province di Firenze e Siena; dal 1996 la sottozona Classico possiede un disciplinare distinto dal resto del Chianti (D.M. del 5 agosto 1996)
  - Elba Aleatico Passito o Aleatico Passito dell'Elba (rosso) nella tipologia passito
  - Montecucco Sangiovese (rosso) prodotto nella zona del Monte Amiata in provincia di Grosseto
  - Morellino di Scansano (rosso) prodotto nella provincia di Grosseto
  - Suvereto prodotto in quattro tipologie nel comune di Suvereto in provincia di Livorno
  - Val di Cornia prodotto in dieci tipologie nelle provincie di Pisa e Livorno
  - Vernaccia di San Gimignano (bianco) nelle tipologie normale e Riserva, prodotto nella provincia di Siena
  - Vino Nobile di Montepulciano (rosso) nelle tipologie normale e Riserva, prodotto nella provincia di Siena
- Umbria
  - Montefalco Sagrantino (rosso) nelle tipologie secco e Passito, prodotto nella provincia di Perugia
  - Torgiano rosso riserva (rosso) prodotto nella provincia di Perugia
- Veneto
  - Amarone della Valpolicella (rosso), prodotto nella provincia di Verona
  - Bagnoli Friularo o Friularo Bagnoli (rosso), ottenuto dal vitigno raboso Piave, prodotto in provincia di Padova 
  - Bardolino Superiore (rosso), prodotto nella provincia di Verona
  - Colli Asolani - Prosecco o Asolo - Prosecco (bianco) nelle tipologie da Brut a Demi-sec comprese, prodotto in provincia di Treviso 
  - Colli di Conegliano (rosso) nelle tipologie Refrontolo (anche nella versione passito) e Torchiato, prodotto in provincia di Treviso 
  - Colli Euganei Fior d'Arancio (bianco, spumante, passito), ottenuto da uva moscato giallo, prodotto in provincia di Padova 
  - Conegliano Valdobbiadene - Prosecco (bianco) nelle tipologie Tranquillo, Frizzante, Spumante, Superiore di Cartizze Spumante, prodotto in provincia di Treviso 
  - Lison (bianco), DOCG interregionale unitamente al Friuli-Venezia Giulia prodotto nella città metropolitana di Venezia e in provincia di Treviso
  - Montello Rosso o Montello (rosso), prodotto in provincia di Treviso 
  - Piave Malanotte (rosso), da uve raboso, prodotto nella città metropolitana di Venezia e in provincia di Treviso
  - Recioto della Valpolicella (rosso), prodotto nella provincia di Verona
  - Recioto di Gambellara (bianco), prodotto nella provincia di Vicenza
  - Recioto di Soave (bianco) nelle tipologie normale, Classico e Spumante, prodotto nella provincia di Verona
  - Soave superiore (bianco) nelle tipologie normale, Classico e Riserva, prodotto nella provincia di Verona